# Incorruptible
Incorruptible è il dodicesimo album in studio del gruppo heavy metal statunitense Iced Earth, pubblicato nel 2017.

## Tracce
1. Great Heathen Army – 5:21
2. Black Flag – 4:56
3. Raven Wing – 6:25
4. The Veil – 4:47
5. Seven Headed Whore – 3:00
6. The Relic (Part 1) – 4:59
7. Ghost Dance (Awaken the Ancestors) – 6:35
8. Brothers – 4:54
9. Defiance – 4:08
10. Clear the Way (December 13th, 1862) – 9:30

## Formazione
- Stu Block – voce, cori
- Jon Schaffer – chitarra, cori
- Jake Dreyer – chitarra
- Luke Appleton – basso
- Brent Smedley – batteria